# 中野友和
中野 友和（なかの ともかず、1975年10月12日 - ）は、イラストレーター・キャラクターデザイナー。大阪府出身。
デザイン系の専門学校を卒業後に、ソフトハウスのドッターを経て、セガなどで活躍。現在は退社してフリー。

## 作品リスト
- バッケンローダー
- エターナルチェイン
- 新豪血寺一族 闘婚 -Matrimelee- キャラクターデザイン
- 新・豪血寺一族 煩悩解放 キャラクターデザイン
- THE KING OF FIGHTERS NEOWAVE キャラクターイラスト